# Shakera Hall
Shakera Hall (ur. 17 stycznia 1995) – barbadoska lekkoatletka specjalizująca się w sprinterskich biegach przez płotki. Okazjonalnie biega także w sztafecie 4 × 100 metrów.

## Osiągnięcia
| Rok  | Impreza                                           | Miejsce         | Konkurencja                     | Lokata     | Wynik  |
| ---- | ------------------------------------------------- | --------------- | ------------------------------- | ---------- | ------ |
| 2010 | CARIFTA Games                                     | George Town     | bieg na 100 metrów przez płotki | 3. miejsce | 13,97w |
| 2010 | CARIFTA Games                                     | George Town     | sztafeta 4 × 100 metrów         | 1. miejsce | 46,66  |
| 2010 | Mistrzostwa Ameryki Środkowej i Karaibów juniorów | Santo Domingo   | bieg na 100 metrów przez płotki | 2. miejsce | 14,80  |
| 2010 | Mistrzostwa Ameryki Środkowej i Karaibów juniorów | Santo Domingo   | bieg na 300 metrów przez płotki | 2. miejsce | 43,31  |
| 2010 | Mistrzostwa Ameryki Środkowej i Karaibów juniorów | Santo Domingo   | sztafeta 4 × 100 metrów         | 3. miejsce | 46,80  |
| 2011 | CARIFTA Games                                     | Montego Bay     | bieg na 100 metrów przez płotki | 2. miejsce | 13,82  |
| 2011 | Mistrzostwa świata juniorów młodszych             | Lille Metropole | bieg na 100 metrów przez płotki | eliminacje | 14,66  |
| 2012 | CARIFTA Games                                     | Hamilton        | bieg na 100 metrów przez płotki | 3. miejsce | 13,89  |
| 2012 | CARIFTA Games                                     | Hamilton        | sztafeta 4 × 100 metrów         | 3. miejsce | 46,39  |
| 2012 | Mistrzostwa Ameryki Środkowej i Karaibów juniorów | San Salvador    | bieg na 100 metrów przez płotki | 1. miejsce | 13,53  |
| 2012 | Mistrzostwa Ameryki Środkowej i Karaibów juniorów | San Salvador    | bieg na 400 metrów przez płotki | 3. miejsce | 60,82  |
| 2012 | Mistrzostwa świata juniorów                       | Barcelona       | bieg na 100 metrów przez płotki | półfinał   | 14,10  |
| 2013 | CARIFTA Games                                     | Nassau          | bieg na 100 metrów przez płotki | 5. miejsce | 14,74w |
| 2013 | CARIFTA Games                                     | Nassau          | sztafeta 4 × 100 metrów         | 2. miejsce | 45,67  |

## Rekordy życiowe
- Bieg na 100 metrów – 11,99 (2012)
- Bieg na 100 metrów przez płotki – 13,75 (2012)
- Bieg na 300 metrów przez płotki – 43,31 (2010)
- Bieg na 400 metrów przez płotki – 60,82 (2012)